# (196256) 2003 EH1
(196256) 2003 EH1 — астероїд групи Амура, відкритий 6 березня 2003 року.
Тіссеранів параметр щодо Юпітера — 2,065.